# جیمز دوم قبرس
جیمز دوم قبرس (فرانسوی: Jacques‎;  ح. ۱۴۳۸/۱۴۳۹ یا ح. ۱۴۴۰ – ۱۰ ژوئیه ۱۴۷۳)، پادشاه ماقبل آخر قبرس بود که از ۱۴۶۳ تا زمان مرگش بود. وی فرزند ژان دوم قبرس بود که پس از به قدرت رسیدن خواهرش، شارلوت، با کمک نیروهای مصری علیه وی شورید و توانست قدرت را در قبرس به دست بگیرد. پس از مرگ وی، پسرش، جیمز سوم به پادشاهی قبرس رسید.